# Talsperre Vale Madeiro
Die Talsperre Vale Madeiro (portugiesisch Barragem de Vale Madeiro) liegt in der Region Nord Portugals im Distrikt Bragança. Sie staut den Ribeira de Mourel zu einem Stausee auf. Die Kleinstadt Mirandela befindet sich ungefähr vier Kilometer westlich der Talsperre.
Die Talsperre wurde 2004 fertiggestellt. Sie dient der Bewässerung. Die Talsperre ist im Besitz der Direcção Regional de Agricultura de Trás-os-Montes.

## Absperrbauwerk
Das Absperrbauwerk besteht aus einem Staudamm mit einer Höhe von 29,6 m über dem Flussbett. Die Dammkrone liegt auf einer Höhe von 294,5 m über dem Meeresspiegel. Die Länge der Dammkrone beträgt 186,3 m und ihre Breite 7 m. Das Volumen des Staudamms umfasst 202.000 m³.
Der Staudamm verfügt über eine Hochwasserentlastung, über die maximal 179 m³/s abgeleitet werden können. Das Bemessungshochwasser liegt bei 3 m³/s.

## Stausee
Beim normalen Stauziel von 291 m (maximal 293 m bei Hochwasser) erstreckt sich der Stausee über eine Fläche von rund 0,183 km² und fasst 1,509 Mio. m³ Wasser – davon können 1,335 Mio. m³ genutzt werden. Das minimale Stauziel liegt bei 277 m.